# انتخابات سراسری هند (۲۰۱۴)
انتخابات سراسری ۲۰۱۴ هند برای تعیین تمام ۵۴۳ نماینده لوک سابا (مجلس نمایندگان هند) در نه مرحله از ۷ آوریل تا ۱۲ مه ۲۰۱۴ انجام شد. این انتخابات بزرگترین انتخابات تاریخ بشر بود و ۶۶٫۳۸٪ از واجدان شرایط هندی در آن شرکت کردند که بالاترین رقم مشارکت در طول تاریخ انتخابات‌های سراسری هند محسوب می‌شود.
ائتلاف ملی دمکراتیک به رهبری حزب بهاراتیا جاناتا با کسب ۳۳۶ کرسی که ۲۸۲ کرسی آن توسط بهاراتیا جاناتا به دست آمد در این انتخابات به پیروزی رسید. این برای اولین بار از سال ۱۹۸۴ بود که یک حزب هندی موفق به کسب اکثریت کرسی‌های مجلس می‌شد و می‌توانست بدون ائتلاف با حزبی دیگر دولت تشکیل دهد. ائتلاف متحد ترقی‌خواه به رهبری حزب کنگره که در مجلس قبلی اکثریت داشت تنها ۵۸ کرسی به دست آورد که ۴۴ کرسی آن به حزب کنگره مربوط می‌شد که دولت قبلی هند را تشکیل داده بود. در نتیجه این انتخابات نارندرا مودی به عنوان نخست‌وزیر هند انتخاب شده و جای مانموهان سینگ را گرفت.